# 洛斯维利亚雷斯德索里亚
洛斯维利亚雷斯德索里亚（西班牙語：Los Villares de Soria），是西班牙卡斯蒂利亚-莱昂索里亚省的一个市镇。总面积14平方公里，总人口115人（2001年），人口密度8人/平方公里。